# Liste der Straßen in Essen-Horst
Die Liste der Straßen in Essen-Horst beschreibt das Straßensystem im Essener Stadtteil Horst mit den entsprechenden historischen Bezügen.

## Einführung und Überblick
In Essen-Horst leben 11250 Einwohner (30. September 2022) auf einer Fläche von 4,17 km². Horst teilt sich mit Bereichen des Nachbarstadtteils Freisenbruch den Postleitzahlenbezirk 45279.
Horst ist aufgrund der Lage in den sogenannten Oberen Horst und den Unteren Horst aufgeteilt. Mehrere Straßennamen erinnern an die Bergbau- und Industrievergangenheit. In der Hochhaussiedlung Hörsterfeld, die in der ersten Hälfte der 1970er Jahre errichtet wurde, gibt es die Themengruppe der Widerstandskämpfer gegen den Nationalsozialismus.
Der Stadtteil wird, im Uhrzeigersinn im Norden beginnend, folgendermaßen begrenzt:
 Die Bahnstrecke der S-Bahn bildet zwischen Steele und Bochum die nördliche Grenze zu den Nachbarstadtteilen Steele und Freisenbruch. Im Osten verläuft die Grenze zur Nachbarstadt Bochum östlich des Uhlendahlwegs und folgend auf der Höntroper Straße. Im Süden und Westen bildet die Ruhr die Grenze zu den Nachbarstadtteilen Burgaltendorf und Überruhr.
In Horst gibt es 65 benannte Verkehrsflächen, darunter keinen Platz. Acht Straßen befinden sich dabei nur teilweise im Stadtteil:
 Der Rademachersweg, die Straße Tossens Büschken, der Sachsenring, die Straße Zeche Eiberg und der Weg am Berge führen weiter in Freisenbruch. Die Höntroper- und die Dahlhauser Straße verlaufen unter anderen Namen weiter nach Bochum. Die Ruhrau verläuft nach Steele.
Durch den Stadtteil Horst verläuft keine Bundes- oder Landesstraße.

## Liste der Straßen
Die nachfolgende Tabelle gibt eine Übersicht über die Straßen und Wege im Stadtteil mit entsprechenden Informationen.
- Name: aktuelle Bezeichnung der Straße.
- Länge/Maße in Metern:
 Die in der Übersicht enthaltenen Längenangaben sind gerundete Übersichtswerte, die in Google Earth mit dem dortigen Maßstab ermittelt wurden. Sie dienen Vergleichszwecken und werden, sofern amtliche Werte bekannt sind, ausgetauscht und gesondert gekennzeichnet.
 Der Zusatz (im Stadtteil) gibt an, dass die Länge die des Straßenabschnitts innerhalb des Stadtteils ist, da die Straße in benachbarte Stadtteile weitergeführt wird.
 Der Zusatz (alle Straßenabschnitte zusammen) gibt an, dass die Straße so verwinkelt ist, dass keine „Hauptstraße“ besteht. Stattdessen wird die Länge aller Straßenabschnitte zusammengezählt.
- Herleitung: Ursprung oder Bezug des Namens
- Datum der Benennung: amtliche Erstbenennung
- Anmerkungen: zusätzliche Informationen
- Bild: Foto der Straße oder eines anliegenden Objekts

| Name                      | Länge/Maße (in Metern)                | Herleitung                                                                            | Datum der Benennung | Bemerkungen | Bild                                       |
| ------------------------- | ------------------------------------- | ------------------------------------------------------------------------------------- | ------------------- | --- | ------------------------------------------ |
| Am Wäldchen               | 240                                   | Lage an einem kleinen Wäldchen                                                        | 25. Juni 1963       | Die Straße am Wäldchen zweigt westlich vom Weg am Berge ab und führt in einem Bogen wieder auf ihn zurück. |                                            |
| Antonienallee             | 240                                   | Antonie Vogelsang, Ehefrau des Unternehmers Wilhelm Vogelsang                         | 28. Mai 1919        | Antonie Vogelsang geborene Weltmann wurde am 23. April 1892 in Berlin geboren. Sie heiratete Wilhelm Vogelsang, der 1910 in Horst die Villa Vogelsang, die Horster Mühle, die Zeche Wohlverwahrt und Land erwarb. Antonie Vogelsang wohnte von 1915 bis zu ihrem Tod auf Haus Horst und verstarb am 11. April 1973 in Essen-Steele. Die Antonienallee verläuft in Verlängerung der Straße Vryburg hinab zur Horster Mühle. | Villa Vogelsang                            |
| Baumertweg                | 160                                   | Friedrich Carl Baumert, hingerichteter Widerstandskämpfer                             | 20. Nov. 1973       | Friedrich Carl Baumert wurde am 7. August 1892 in Gelsenkirchen-Rotthausen geboren. Er war Schlosser, SPD- und Metallarbeiterverbands-Mitglied. Ihm wurde der Prozess gemacht, als er Zweifel am Endsieg äußerte. Aufgrund seiner ehrlosen Gesinnung und Wehrkraftzersetzung wurde er zum Tode verurteilt und am 2. Mai 1944 in Brandenburg hingerichtet. Der Baumertweg liegt im Hörsterfeld und zweigt als Stichstraße vom Von-Ossietzky-Ring ab. | Baumertweg                                 |
| Bauer-Knühl-Weg           | 60                                    | Wilhelm Knühl, Landwirt und Hof                                                       | 17. Dez. 2013       | Der 1812 geborene Landwirt Wilhelm Knühl hatte seinen Hof auf dem Gelände der späteren Firma Altwert. Hier liegt das heutige Neubaugebiet, in dem sich die Bauer-Knühl-Straße befindet. Er stellte einen Teil seines Grund und Bodens dem Bau der für den Kohlentransport wichtigen Pferde-Eisenbahn Mariannenbahn zur Verfügung. Später hatte Knühl seinen Hof südöstlich des heutigen Hörsterfeldes, etwa am Ende der späteren Johannes-Klein-Straße. Knühl war zudem ehrenamtlicher Gemeindevorsteher von Horst und Mitglied im Kirchen- und Schulvorstand. Er starb 1885. Der Hof bestand noch bis zum Bau des Hörsterfeldes Anfang der 1970er-Jahre.                                                                |                                            |
| Beulenhof                 | 310                                   | Hof Beule, zum Haus Horst gehöriger Hof                                               | 25. Feb. 1937       | Der Hof Beule wird erstmals 1366 erwähnt. In einem Lehensgüterverzeichnis um 1412 wird Hugo van der Horst cum curte in Bole genannt. In der Mitte des 18. Jahrhunderts waren die Schulte-Beules auf väterlicher Linie ausgestorben. Nach Einheirat eines Eickhoff aus Niederwenigern nannte sich der Hof Schulte-Beule. 1847 wurde er an die Brüder Kaden verpachtet. 1876 kam es zu einem Konkursverfahren, in dessen Folge die Firma Heydmann aus Steele den Hof erwarb. 1919 ging er an den Bergmann Wilhelm Krampe. Schließlich wurde der Hof 1958 niedergelegt. Die Straße Beulenhof, die zuvor Hofstraße hieß, ist eine Stichstraße von der Horster- und dann der Beulestraße.                                     |                                            |
| Beulestraße               | 670                                   | Bauerschaft Beule                                                                     | 28. Mai 1919        | Der bedeutendste Hof der Bauerschaft Beule war der zum Haus Horst gehörige Hof Beule, siehe Beulenhof. Die Beulestraße, die zuvor Feldstraße hieß, verläuft von der Horster Straße zum Fleherweg, von dort als Fußgängerweg unter der S-Bahn-Strecke hindurch nach Norden und dann wieder als Straße bis zum Lindkenshofer Weg. |                                            |
| Bläulingweg               | 110                                   | Bläuling, Schmetterling                                                               | 17. Feb. 1965       | Der Bläulingweg ist eine Stichstraße des Schmetterlingswegs, der nördlich der Dahlhauser Straße abzweigt. |                                            |
| Bonhoefferweg             | 310                                   | Klaus und Dietrich Bonhoeffer, hingerichtete Widerstandskämpfer                       | 20. Nov. 1973       | Klaus und Dietrich Bonhoeffer hatten enge Beziehungen zu Widerstandsgruppen gegen das nationalsozialistische Regime. Der Bonhoefferweg liegt im Hörsterfeld und zweigt als Stichstraße vom Von-Ossietzky-Ring ab. | Bonhoefferweg                              |
| Breloher Steig            | 650                                   | Brehlo, Flurname                                                                      | 14. Nov. 1935       | In der Mutterrolle von 1866 wird Im Brehlo genannt. Es gibt auch die abweichenden Schreibweisen Im Frehloh, wobei Loh einen Hochwald beschreibt. Zuvor Bruchstraße genannt, führt der Breloher Steig von der Horster Straße nach Nordwesten hinauf zum Oberen Horst auf die Dahlhauser Straße. |                                            |
| Briefzeile                | 120                                   | Anlehnung an die zuvor sogenannte Poststraße                                          | 20. Nov. 1937       | Die heutige Straße Briefzeile trug zuvor seit 1919 den Namen Poststraße und wurde in Anspielung darauf Briefzeile genannt. Vor 1919 hieß die Straße Neustraße. Die Straße Briefzeile verläuft im Unteren Horst von der Dahlhauser Straße zur Irmastraße. |                                            |
| Carl-Wolf-Straße          | 270                                   | Carl Wilhelm Wolf, Gewerkschafter, Widerstandskämpfer                                 | 20. Nov. 1973       | Carl Wilhelm Wolf war Gewerkschaftssekretär im Metallarbeiterverband und geriet 1933 in Schutzhaft. 1939 wurde er aufgrund seiner Gesinnung zum Nationalsozialismus erneut verhaftet. Er starb am 25. März 1942 im KZ Sachsenhausen. Die Carl-Wolf-Straße liegt im Hörsterfeld und verbindet den Bonhoeffer Weg mit dem Von-Ossietzky-Ring. | Carl-Wolf-Straße                           |
| Dahlhauser Straße         | 3110                                  | Ausfallstraße nach Dahlhausen                                                         | 16. Apr. 1925       | Vor 1874 trug die Straße im Unteren Horst den Namen Schottländerweg und im Oberen Horst den Namen Steeler Straße, bis sie durch Beschluss der Gemeinderäte von Freisenbruch, Horst, und Königssteele einheitlich Schottländerweg genannt und die Häuser durchgehend nummeriert wurden. Die dann ab 1925 so genannte Dahlhauser Straße führt vom Unteren Horst zum Oberen Horst und weiter nach Dahlhausen, das seit 1929 Stadtteil von Bochum ist. An ihrem Beginn im Unteren Horst war die Dahlhauser Straße bis Mitte der 1980er Jahre durch eine heute zugemauerte Unterführung der Bahnstrecke mit der Bochumer Landstraße, damals Bochumer Straße, verbunden. Heute endet die Dahlhauser Straße dort als Sackgasse. | Dahlhauser Straße im Oberen Horst          |
| Eberhardstraße            | 210                                   | Eberhard Vogelsang, Bergmann, Bergassessor                                            | um 1922             | Eberhard Vogelsang wurde am 28. Juli 1921 in Steele geboren. Der Bergassessor leitete ein Bergwerk in Pietermaritzburg in Südafrika. Sein Sterbeort und -datum sind unbekannt. Der Besitzer der Horster Kabidwerke baute die zuvor im heutigen Verlauf Horststraße genannte Straße im Geburtsjahr seines Sohnes Eberhard aus. Damals verlief sie weiter nach Norden etwa auf dem heutigen Von-Ossietzky-Ring weiter bis zur Dahlhauser Straße. Heute besteht der Name noch für die Verbindung des Lindkenshofer Wegs mit der Antonienallee. | Jägerhaus an der Eberhardstraße            |
| Erzstraße                 | 140                                   | Erzverarbeitung im Horster Eisen- und Stahlwerk Neu-Schottland                        | 8. Feb. 1983        | Auf dem Gebiet, das heute nördlich des Lindkenshofer Wegs mit einer Anfang der 1980er Jahre neu errichteten Wohnsiedlung bebaut ist, ließ der Berg- und Hütten-Aktien-Verein Neu-Schottland für die Arbeiter seines westlich benachbarten, 1857 erbauten Hüttenwerks eine Arbeitersiedlung errichten. Die Straßen dieser Siedlung trugen die Namen Eisen-, Erz- und Stahlstraße. 1937 wurden davon die Eisen- und die Stahlstraße umbenannt. Der Name Erzstraße blieb erhalten, bis er nach Abbruch der Siedlung 1974 aufgehoben und 1983 für die neu angelegte Straße wiederverwendet wurde. Die heutige Erzstraße ist eine Stichstraße abgehend vom Lindkenshofer Weg.                                                 |                                            |
| Falterweg                 | 480                                   | Schmetterlinge                                                                        | 17. Feb. 1965       | Der Falterweg führt vom Sachsenring nach Osten und dann im Bogen auf die Straße Hobestatt. |                                            |
| Färberweg                 | 230                                   | Blaufärberei in der alten Horster Mühle                                               | 20. Nov. 1937       | In der Horster Mühle, zu der die Straße führte, gab es bis 1809 eine Blaufärberei. Der zuvor teilweise Horststraße genannte Färberweg führt heute vom Lindkenshofer Weg als Stichstraße nach Südosten. |                                            |
| Fleherweg                 | 540 (alle Straßenabschnitte zusammen) | Heinrich Fleher, Beigeordneter und Heimatforscher                                     | 29. Nov. 1967       | Der am 25. Februar 1881 in Steele geborene Heinrich Fleher war Rektor und lange Zeit ehrenamtlicher Beigeordneter der Gemeinden Horst und Königssteele. Er machte sich als Forscher der Horster Heimatgeschichte einen Namen. Der Fleherweg führt von der Beulestraße aus zum erhaltenen Gebäude der Zeche Wohlverwahrt. |                                            |
| Fridolinstraße            | 250                                   | Name der Zeche Fridolin und ihres Grubenfeldes                                        | 8. Juni 1960        | Das Grubenfeld Fridolin wurde 1836 verliehen. 1899 ging die Zeche Fridolin mit der benachbarten Zeche Eiberg eine Konsolidation ein. Die Fridolinstraße zweigt vom Falterweg nach Süden ab und endet kurz vor dem Erreichen der Dahlhauser Straße als Sackgasse. | Fridolinstraße                             |
| Gartbecke                 | 180                                   | Gartbecke, Flurname                                                                   | 25. Juni 1963       | Im Zusammenhang mit dem Hof Beule wird der Name Gartbecke bei einer Erbteilung im Jahr 1366 erwähnt. Die Straße Gartbecke ist eine südlich des Lindkenshofer Wegs abgehende Stichstraße. |                                            |
| Gattfeld                  | 90                                    | Gattfeld, Flurname                                                                    | 22. Mai 1956        | 1547 wird Hinrich Tossen und seiner Gattin das Rückkaufrecht an Land im Gattfeld in einer Urkunde verbrieft. 1866 tauchen die Bezeichnungen Gattfeld, Auf´m Kattfelde und Kottfelde auf. Die Straße Gattfeld zweigt als Stichstraße nördlich von der Dahlhauser Straße ab. |                                            |
| Geschwister-Scholl-Straße | 330                                   | Geschwister Scholl, Widerständler gegen den Nationalsozialismus                       | 20. Nov. 1973       | Die Geschwister Hans und Sophie Scholl wurden beim Auslegen von Flugblättern gegen den Krieg und die Diktatur unter Adolf Hitler an der Münchner Universität entdeckt. Am 22. Februar 1943 wurden sie zum Tod verurteilt und noch am selben Tage im Gefängnis München-Stadelheim enthauptet. Die Geschwister-Scholl-Straße liegt im Hörsterfeld, zweigt vom Von-Ossietzky-Ring nach Osten ab und verläuft bis zum Bonhoefferweg. | Geschwister-Scholl-Straße                  |
| Hangwimpel                | 340                                   | Straßenführung, Lage                                                                  | 3. Juni 1935        | Die Straßenführung hatte einst die Form eines Wimpels und befand sich dabei am Hang, was den zusammengesetzten Straßennamen erklärt. Die Straße Hangwimpel war zuvor Teil der Horststraße und verbindet heute die Dahlhauser Straße mit dem Breloher Steig. |                                            |
| Haus Horst                | 80                                    | Haus Horst, einstiger Rittersitz                                                      |                     | Die nach dem einstigen Rittersitz benannte Straße ist eine Stichstraße auf das Grundstück des Hauses Horst in Verlängerung der Nikolaus-Groß-Straße. | Haus Horst                                 |
| Helene-Müller-Weg         | 110                                   | Helene Kröller-Müller, deutsch-niederländische Kunstsammlerin                         | 17. Dez. 2013       | Der Helene-Müller-Weg wurde im Neubaugebiet auf dem ehemaligen Altwert-Gelände in Erinnerung an die in Horst geborene Kunstsammlerin angelegt. |                                            |
| Hermann-Rotthäuser-Straße | 380                                   | Hermann Rotthäuser, Widerstandskämpfer                                                | 20. Nov. 1973       | Der Bauarbeiter und Widerstandskämpfer Hermann Rotthäuser wurde am 15. Februar 1897 in Borbeck geboren. Zusammen mit Gustav Streich war er in der Zeit des Nationalsozialismus führend in der Essener Widerstandsgruppe der SPD tätig. 1936 folgte seine Verhaftung und Verurteilung zu vier Jahren Zuchthaus. Er starb am 3. Dezember 1952 in Essen. Die Hermann-Rotthäuser-Straße führt vom Von-Ossietzky-Ring in einem Bogen über die Johannes-Klein-Straße und endet danach als Sackgasse. | Hermann-Rotthäuser-Straße                  |
| Hermann-Sprenger-Weg      | 180                                   | Hermann Sprenger, Persönlichkeit der Horster Industriegeschichte                      | 17. Dez. 2013       | Hermann Sprenger, dessen Geburts- und Sterbedaten nicht bekannt sind, gründete 1909 als Bauunternehmer eine Firma für den Abbruch von Industrieanlagen, Schrotthandlung und Recycling. Später wurde sie zur Firma Altwert, auf dessen Gelände die Straße in einem Neubaugebiet angelegt wurde. |                                            |
| Hiegemannsgasse           | 220                                   | Hiegemann, Name der Familie, die hier Grundbesitz hatte                               | 28. Mai 1919        | Der Name der Hiegemannsgasse geht auf den Grundbesitz der Familie Hegemann oder Hiegemann an dieser Straße zurück. Die Hiegemannsgasse führt vom Rademachers Weg hinauf zum Gattfeld. |                                            |
| Hobestatt                 | 410                                   | Hobestatt oder Hovestat, Flurname                                                     | 27. Nov. 1933       | Die nach einer alten Flur bezeichnete Straße Hobestatt verbindet die Fridolinstraße mit der Straße Zeche Eiberg. | Hobestatt                                  |
| Höntroper Straße          | 890                                   | Ausfallstraße nach Höntrop, heute Ortsteil von Bochum                                 | 1. Apr. 1919        | Die Straße führt von der Dahlhauser Straße in östlicher Richtung weiter nach Höntrop, das 1926 nach Wattenscheid eingemeindet wurde und damit 1975 zu Bochum kam. |                                            |
| Horster Straße            | 970                                   | Straße durch Horst                                                                    | 20. Nov. 1937       | Die nach der ehemaligen Gemeinde Horst benannte Straße führt von der Dahlhauser Straße bis zur Straße In der Lake. Zuvor trug sie den Namen Altendorfer Straße. | Ehem. Union-Brauerei an der Horster Straße |
| Hovestatthang             | 65                                    | Hobestatt oder Hovestat, Flurname                                                     | 25. Juni 1963       | Die nach einer alten Flur bezeichnete Straße ist eine Stichstraße der Straße Am Wäldchen. |                                            |
| Hülsebergstraße           | 550                                   | Hülsberg, Flurname                                                                    | 28. Mai 1919        | 1866 taucht der Name Hülsberg in der Mutterrolle auf. Zudem wird die abgewandelte Form Aufm Halsberge genannt. Die Hülsebergstraße verläuft von der Dahlhauser Straße nach Norden und dann in einem Bogen bis zur Straße Tossens Büschken. | Hülsebergstraße                            |
| Im Beuler Feld            | 140                                   | Beule, Bauerschaft                                                                    | 20. Feb. 1963       | Die Straße wurde nach einem zur Bauerschaft Beule gehörigen Feld benannt. Sie zweigt als Stichstraße nördlich vom Lindkenshofer Weg ab und endet an der Astrid-Lindgren-Grundschule. |                                            |
| Im Kampe                  | 120                                   | Kampe, Flurname                                                                       | 3. Juli 1950        | Die nach der Flur Kampe genannte Straße zweigt als Stichstraße von der Horster Straße ab. |                                            |
| Imandtstraße              | 580                                   | Elisabeth Imandt, Lehrerin in Horst                                                   | 28. Mai 1919        | Elisabeth Imandt wurde am 1. Dezember 1848 in Düsseldorf geboren. Sie war zwischen 1867 und 1920 Lehrerin an der ehemaligen katholischen Schule Horst-Eiberg. Sie starb am 16. Mai 1925 in Steele. Die Imandtstraße verläuft in einem Bogen von der Höntroper- zur Dahlhauser Straße. |                                            |
| In der Lake               | 850                                   | Lake, Flurname                                                                        | 28. Mai 1919        | Die nach der Flur Lake genannte Straße verläuft am südlichen Ende der Horster Straße parallel zur Ruhr. | Zechengebäude In der Lake                  |
| Irmastraße                | 150                                   | Irma, weiblicher Vorname                                                              | 28. Mai 1919        | Auf Vorschlag eines Gemeinderatsmitglieds sollte die Umbenennung der zuvor sogenannten Wiesenstraße, die sich über den später sogenannten Pläßweidenweg fortsetzte, in Irminstraße erfolgen, da in der Nähe die von Karl dem Großen zerstörte Irminsäule gestanden haben soll. Das wurde jedoch bezweifelt und als Alternative der ähnelnde Name Irmastraße vorgeschlagen. Der weiblich Name Irma rührt vom althochdt. *irmīn "groß" her. | Irmastraße, Ecke Briefzeile                |
| Johannes-Klein-Straße     | 150                                   | Johannes Klein, Widerstandskämpfer                                                    | 20. Nov. 1973       | Der Widerstandskämpfer Johannes Klein wurde am 6. März 1906 in Borbeck-Mitte geboren. Er war in der Zeit des Nationalsozialismus Mitglied einer sozialdemokratischen Widerstandsgruppe. 1935 wurde er verhaftet und musste nach brutalen Verhören der Gestapo ein Jahr im Gefängniskrankenhaus verbringen. Er fiel am 18. oder 19. Dezember 1944 in Jugoslawien als Angehöriger der Strafdivision 999. Die Johannes-Klein-Straße ist eine Stichstraße abzweigend vom Von-Ossietzky-Ring. | Johannes-Klein-Straße                      |
| Julius-Leber-Weg          | 200                                   | Julius Leber, Reichstagsabgeordneter und Widerstandskämpfer                           | 20. Nov. 1973       | Der nach Julius Leber genannte Weg liegt im Hörsterfeld und zweigt vom Von-Ossietzky-Ring ab. | Julius-Leber-Weg                           |
| Kleine Ruhrau             | 370                                   | Kleine Ruhrau, Flurname                                                               | 9. März 1993        | Der Flurname Kleine Ruhrau wird erstmals 1866 genannt. Die von der Ruhrau nach Osten in ein Gewerbegebiet abzweigende Straße Kleine Ruhrau hatte zunächst keinen Namen. Die Anliegenden Betriebe waren zur nördlich parallel verlaufenden Dahlhauser Straße nummeriert. Das machte Zulieferern Probleme, da sie das Gebiet nicht über die Dahlhauser Straße, sondern nur über die Ruhrau erreichen können. So erhielt diese Stichstraße ihren eigenen Namen. |                                            |
| Leuschnerweg              | 170                                   | Wilhelm Leuschner, Gewerkschafter und Widerstandskämpfer                              | 20. Nov. 1973       | Der nach dem Gewerkschafter und Widerstandskämpfer Wilhelm Leuschner benannte Weg liegt im Hörsterfeld und zweigt als Stichstraße von der Geschwister-Scholl-Straße ab. | Leuschnerweg                               |
| Lindkensfeld              | 280                                   | Lindkensfeld, Flurname                                                                | 20. Nov. 1937       | Die zuvor Am Friedhof genannte Straße Lindkensfeld zweigt vom Breloher Steig nach Süden ab, führt am katholischen Friedhof vorbei bis zur Straße Ofenbank. |                                            |
| Lindkenshofer Weg         | 760                                   | Lindken, Hofname                                                                      | 11. Dez. 1931       | Der erstmals 1530 urkundlich erwähnte Hof Lindken, auch mit Dieckhove oder Dyckhof bezeichnet, war ein dem Stift Rellinghausen zugehöriges Behandigungsgut. Es war in den Oberhof Kirchfeld zehntpflichtig. Letztbehandigte waren 1791 Friedrich Wilhelm Freiherr von Wendt und Isabella Freiin von Wendt, Canoisse zu Langenhorst. Familie Lindken bewirtschaftete den Hof und erhielt ihn Mitte des 19. Jahrhunderts als Eigentum. Schließlich veräußerten die Geschwister Lindken den Hof im Zuge einer Erbteilung an Wilhelm Vogelsang. Der Lindkenshofer Weg war zuvor Teil der Horststraße. Heute verbindet er den Breloher Steig mit dem Von-Ossietzky-Ring.                                                      |                                            |
| Mariannenbahn             | 430                                   | Mariannenbahn, einstige Pferde-Eisenbahn                                              | 17. Dez. 2013       | Im Oberen Horst gab es vom 20. November 1937 bis 1973 in Erinnerung an diese normalspurige Pferdeeisenbahn eine Straße namens Mariannenbahn, die damals dem Bau der Hochhaussiedlung Hörsterfeld weichen musste. Sie verlief von der Dahlhauser Straße in etwa über die heutige Hermann-Rotthäuser-Straße gerade bis zur Eberhardstraße. Seit 2013 erinnert im Neubaugebiet auf dem ehemaligen Altwert-Gelände, nahe am ursprünglichen Trassenverlauf, wieder eine Mariannenbahn genannte Straße daran. | Mariannenbahn                              |
| Mecklingsbank             | 130                                   | Grubenfeld der Zeche Mecklingsbank                                                    | 13. Dez. 1961       | Die nachdem Grubenfeld Mecklingsbank, das 1899 zur Zeche Eiberg konsolidiert wurde, genannte Straße verbindet den Falterweg mit der Straße Hobestatt. | Mecklingsbank                              |
| Mierendorffweg            | 210                                   | Carlo Mierendorff, Politiker, Schriftsteller und Widerstandskämpfer                   | 20. Nov. 1973       | Der Mierendorffweg ist eine Geschäftsstraße im Hörsterfeld, die vom Von-Ossietzky-Ring abzweigt und als Fußgängerzone angelegt ist. | Blick in den Mierendorffweg                |
| Nikolaus-Groß-Straße      | 75                                    | Nikolaus Groß, Gewerkschafter und Widerstandskämpfer                                  | 20. Nov. 1973       | Die nach dem Gewerkschafter und Widerstandskämpfer Nikolaus Groß benannte Straße verbindet den Von-Ossietzky-Ring mit der Straße Haus Horst. | Nikolaus-Groß-Straße                       |
| Ofenbank                  | 200                                   | Ruhen auf der Ofenbank nach der Arbeit im Horster Eisen- und Stahlwerk Neu-Schottland | 8. Feb. 1983        | Auf dem Gebiet, das heute nördlich des Lindkenshofer Wegs mit einer Anfang der 1980er Jahre neu errichteten Wohnsiedlung bebaut ist, ließ der Berg- und Hütten-Aktien-Verein Neu-Schottland für die Arbeiter seines westlich benachbarten, 1857 erbauten Hüttenwerks eine Arbeitersiedlung errichten. Die Straßen dieser Siedlung trugen die Namen Eisen-, Erz- und Stahlstraße. 1937 wurden die Eisenstraße in Schmelze und die Stahlstraße in Ofenbank umbenannt. Nach Abbruch der Siedlung wurden die Straßennamen 1974 aufgehoben und 1983 für die neu angelegten Straßen wiederverwendet. Die heutige Straße Ofenbank verbindet den Lindkenshofer Weg mit der Straße Lindkensfeld.                                  |                                            |
| Peter-Burggraf-Weg        | 170                                   | Peter Burggraf, Bergmann und Widerstandskämpfer                                       | 20. Nov. 1973       | Der Bergmann Peter Josef Burggraf wurde am 27. August 1887 in Werden geboren. Der Sozialdemokrat wurde am 16. Juli 1933 von den Nationalsozialisten in der Hitlerkaserne in Essen-Werden regelrecht totgeschlagen. Der Peter-Burggraf-Weg verbindet den Von-Ossietzky-Ring mit der Straße Vryburg. | Peter-Burggraf-Weg                         |
| Pläßweidenweg             | 440                                   | Pläßweide, Name einer Weidefläche                                                     | 20. Nov. 1937       | Die Platzweide, mundartlich Pläßweide, lag in der Bauerschaft Bergerhausen, die früher bis vor die Tore der damaligen Stadt Steele reichte. Der Pläßweidenweg verbindet die Ruhrau mit der Dahlhauser Straße. Der Pläßweidenweg hieß zuvor Wiesenstraße, die sich über die später sogenannte Irmastraße fortsetzte. | Pläßweidenweg                              |
| Rademachers Weg           | 270 (im Stadtteil)                    | Rademacher, Hofname                                                                   | 17. Dez. 1963       | Johann Rademacher heiratete 1845 in den ursprünglich sogenannten Dörnemannshof ein, dessen Aufsitzer um 1800 Heinrich Dörnemann war. Eigentümer war die evangelische Kirche Essen. 1866 wird der Eigentümer Heinrich Rademacher zu Beule genannt, dessen Witwe 1892 in zweiter Ehe den Landwirt Wilhelm Bellendorf aus Buer-Scholven heiratete. Hugo Bellendorf wird als letzter Bauer auf dem Hof genannt. Der Rademachers Weg führt heute von der Dahlhauser Straße nach Nordwesten über die Bahnstrecke weiter nach Freisenbruch. Rademachers Weg trug in Freisenbruch seit 1919 diesen Namen; in Horst hieß der Weg seit 1919 Kanarienberg und ab 1963 Rademachers Weg.                                              |                                            |
| Ruhrau                    | 960                                   | Ruhrau, Flurname                                                                      | 18. Nov. 1890       | 1866 werden die Flurnamen Große Ruhrau und Kleine Ruhrau genannt, die früher zu Bergerhausen gehörten. Die Straße Ruhrau führt von der Kreuzung mit der Hengler-, der Grenoble- und der Bochumer Landstraße in Steele parallel zur Ruhr auf die Dahlhauser Straße. |                                            |
| Sachsenring               | 500 (im Stadtteil)                    | Sachsen (Volk)                                                                        | 15. Juni 1927       | Der Sachsenring kommt von Freisenbruch und verläuft bis zur Dahlhauser Straße. Von dort führte er, in der Zeit des Nationalsozialismus als General-von-Watter-Straße, geradeaus weiter über das Gebiet, wo ab Anfang der 1970er Jahre das Hörsterfeld entstand. So hieß auch dieser Verlauf zwischen dem 22. Mai 1946 und etwa 1970 Sachsenring. |                                            |
| Schmelze                  | 210                                   | Schmelzen von Eisen im Horster Eisen- und Stahlwerk Neu-Schottland                    | 8. Feb. 1983        | Auf dem Gebiet, das heute nördlich des Lindkenshofer Wegs mit einer Anfang der 1980er Jahre neu errichteten Wohnsiedlung bebaut ist, ließ der Berg- und Hütten-Aktien-Verein Neu-Schottland für die Arbeiter seines westlich benachbarten, 1857 erbauten Hüttenwerks eine Arbeitersiedlung errichten. Die Straßen dieser Siedlung trugen die Namen Eisen-, Erz- und Stahlstraße. 1937 wurden die Eisenstraße in Schmelze und die Stahlstraße in Ofenbank umbenannt. Nach Abbruch der Siedlung wurden die Straßennamen 1974 aufgehoben und 1983 für die neu angelegten Straßen wiederverwendet. Die heutige Straße Schmelze verbindet den Lindkenshofer Weg mit der Straße Lindkensfeld.                                  |                                            |
| Schmetterlingweg          | 90                                    | Schmetterlinge                                                                        | 17. Feb. 1965       | Der Schmetterlingweg ist eine Stichstraße nördlich der Dahlhauser Straße abgehend. |                                            |
| Tossens Büschken          | 430 (im Stadtteil)                    | Busch am Hof Tosse                                                                    | 3. Juni 1935        | Der Hof Tosse wird 1332 als Unterhof von Eickenscheidt genannt. Der Name Tosse seit dem Dreißigjährigen Krieg in ununterbrochener Folge nachweisbar. 1826 ist beispielsweise Theodor Tosse zu Beule Eigentümer. Die Straße Tossens Büschken zweigt nördlich von der Dahlhauser Straße ab, führt über die Bahnstrecke weiter nach Freisenbruch. | Tossens Büschken                           |
| Uhlendahlweg              | 790                                   | Uhlendahl, Kotten und Flurname                                                        | 28. Mai 1919        | Der Uhlendahlweg führt durch das sogenannte Uhlennest. 1664 wird ein Kotten Uhlendahl genannt, dessen Grundherr der Herr zu Notkirchen war. 1866 wird Heinrich Wilhelm Uhlenthal zu Eiberg als Eigentümer genannt. Der Steeler Metzger Samuel Strauß erwarb 1882 den Kotten. Der Uhlendahlweg führt von der Höntroper Straße nach Norden bis zur Bahnstrecke, wo er in die Wegmannstraße übergeht. |                                            |
| Von-Ossietzky-Ring        | 1210                                  | Carl von Ossietzky, Journalist, Widerstandskämpfer, Friedensnobelpreisträger          | 20. Nov. 1973       | Der entschiedene Pazifist wurde 1933 verhaftet und wenig später ins KZ Esterwegen gebracht. Es war ihm untersagt, den ihm 1936 verliehenen Friedensnobelpreis anzunehmen. 1938 starb er an Tuberkulose unter Polizeiaufsicht in einem Berliner Krankenhaus. Der Von-Ossietzky-Ring führt von der Dahlhauser Straße in einem Bogen um das Hörsterfeld herum wieder auf diese zurück. | Von-Ossietzky-Ring                         |
| Vryburg                   | 240                                   | Vryburg, mittelalterliche Ringwallanlage                                              | 20. Nov. 1937       | Die Straße Vryburg, die zuvor überwiegend Teil der Horststraße war, ist nach der mittelalterlichen Wallburg benannt. Sie ist die westliche Verlängerung der Antonienallee und endet vor Haus Horst als Sackgasse. |                                            |
| Weg am Berge              | 700 (im Stadtteil)                    | Am Berge, Flurname                                                                    | 20. Nov. 1937       | Der zuvor Jakobstraße genannte Weg am Berge ist nach der alten Flur Am Berge benannt. Diesen Namen trug der Weg seit seinem Ursprung. Er führt heute von der Dahlhauser Straße zur Straße Zeche Eiberg und weiter über die Bahnstrecke nach Freisenbruch. | Hof Köllmann am Weg am Berge               |
| Wegmannstraße             | 280                                   | Friedrich Georg Wegmann, Konrektor in Eiberg                                          | 28. Mai 1919        | Friedrich Georg Wegmann wurde am 16. Februar 1864 in Stiepel geboren und begann seine Lehrer-Laufbahn in Horst. Dann folgten etwa 23 Jahre als Lehrer an der evangelischen Schule Eiberg. Darauf folgten seine letzten drei Dienstjahre als Konrektor an der Haferfeldschule in Freisenbruch. Wegmann starb am 9. April 1945 in Steele. Die Wegmannstraße führt vom Weg am Berge nach Westen und führt südlich der Bahnstrecke auf den Uhlendahlweg. | Wegmannstraße                              |
| Werneraue                 | 120                                   | Werner, Name von Grundbesitzern                                                       | 15. Jan. 1936       | Die Familie Werner besaß Grund und Boden, auf dem um die Jahrhundertwende 1900 Wohnhäuser errichtet wurden. Die zuvor Wernerstraße genannte Werneraue liegt im Unteren Horst und zweigt als südliche Stichstraße von der Dahlhauser Straße ab. Vor dem Zweiten Weltkrieg war sie bis zur Ruhrau verlängert. | Werneraue                                  |
| Wilhelm-Vogelsang-Weg     | 160                                   | Wilhelm Vogelsang, Unternehmer                                                        | 17. Dez. 2013       | Der Horster Unternehmer Wilhelm Vogelsang erwarb 1910 in Horst die Villa Vogelsang, die Horster Mühle, die Zeche Wohlverwahrt und Land. Die nach ihm benannte Straße liegt in einem Neubaugebiet auf dem Gelände der ehemaligen Firma Altwert. |                                            |
| Wohlverwahrtstraße        | 250 (alle Straßenabschnitte zusammen) | Zeche Wohlverwahrt                                                                    | 16. Apr. 1975       | Die nach der Gewerkschaft und der Zeche benannte Wohlverwahrtstraße liegt seit 1975 als verzweigte Stichstraße östlich der Beulestraße abgehend in einem Wohngebiet. Zuvor war die Wohlverwahrtstraße seit den 1960er Jahren eine Stichstraße, die nördlich vom Lindkenshofer Weg zwischen Ofenbank und Im Beuler Feld abzweigte. Dieser Verlauf ist heute überbaut. |                                            |
| Zeche Eiberg              | 270                                   | Zeche Eiberg                                                                          | 27. Nov. 1933       | Die nach der Zeche Eiberg benannte Straße, die zuvor in Teilen Kirchpfad hieß, führt vom Weg am Berge südlich bis zur Bahnstrecke. |                                            |

## Liste ehemaliger Straßennamen
Die Liste ehemaliger Straßennamen erhebt keinen Anspruch auf Vollständigkeit.
| Name                      | von           | bis           | umbenannt in (aktuell)                                                  | Herleitung                                                                                        | Bemerkungen |
| ------------------------- | ------------- | ------------- | ----------------------------------------------------------------------- | ------------------------------------------------------------------------------------------------- | --- |
| Altendorfer Straße        | 1. Apr. 1919  | 20. Nov. 1937 | → Horster Straße                                                        | Straße nach Altendorf, heute Burgaltendorf                                                        | Die Altendorfer Straße stellte über die Schwimmbrücke Holtey eine Verbindung von Horst zum südlich der Ruhr gelegenen Altendorf her, dem heutigen Essener Stadtteil Burgaltendorf. |
| Am Friedhof               | um 1920       | 20. Nov. 1937 | → Lindkensfeld                                                          | Nach dem anliegenden katholischen Friedhof benannt.                                               | |
| Bruchstraße               | 28. Mai 1919  | 14. Nov. 1935 | → Breloher Steig                                                        |                                                                                                   | |
| Dahlhauser Platz          | 20. Nov. 1937 | nach 1945     | aufgehoben und überbaut                                                 | Dahlhausen                                                                                        | Der Dahlhauser Platz lag an der Kreuzung Dahlhauser Straße/Werneraue im Unteren Horst. Er hieß zuvor Märkischer Platz. |
| Eibergbach                | vor 1928      | nach 1945     | aufgehoben und überbaut                                                 |                                                                                                   | Die Straße Eibergbach führte im Unteren Horst vom östlichen Ende der Irmastraße nach Westen zur Ruhr, wobei sie die Straße Ruhrau kreuzte. |
| Eisenstraße               | vor 1900      | 20. Nov. 1937 | aufgehoben                                                              | Eisenverarbeitung im Horster Eisen- und Stahlwerk Neu-Schottland                                  | Auf dem Gebiet, das heute nördlich des Lindkenshofer Wegs mit einer Anfang der 1980er Jahre neu errichteten Wohnsiedlung bebaut ist, ließ der Berg- und Hütten-Aktien-Verein Neu-Schottland für die Arbeiter seines westlich benachbarten, 1857 erbauten Hüttenwerks eine Arbeitersiedlung errichten. Die Straßen dieser Siedlung trugen die Namen Eisen-, Erz- und Stahlstraße. 1937 wurde die Eisenstraße in Schmelze umbenannt. Der Name Schmelze wurde nach Abbruch der Siedlung 1974 aufgehoben und 1983 für die neu angelegte Straße wiederverwendet.                        |
| Feldstraße                | vor 1904      | 28. Mai 1919  | → Beulestraße                                                           |                                                                                                   | |
| General-von-Watter-Straße | 12. Nov. 1934 | 22. Mai 1946  | aufgehoben und überbaut                                                 | Oskar von Watter, Generalleutnant der Reichswehr                                                  | Die in der Zeit des Nationalsozialismus sogenannte General-von-Watter-Straße war die geradlinige südliche Verlängerung des Sachsenrings über die Dahlhauser Straße hinweg, weiter über das Gebiet des späteren Hörsterfeldes verlaufend bis auf die heutige Nikolaus-Groß-Straße. Zwischen dem 22. Mai 1946 und dem Bau des Hörsterfeldes Anfang der 1970er Jahre war die Straße Teil des Sachsenrings. Von Watter veranlasste 1934 die Ausgrabungen der benachbarten Vryburg und stellte dafür den freiwilligen Arbeitsdienst sechs Monate kostenfrei zur Verfügung.              |
| Hofstraße                 | vor 1900      | 25. Feb. 1937 | → Beulenhof                                                             | Hof Beule, zum Haus Horst gehöriger Hof                                                           | |
| Horststraße               | 28. Mai 1919  | 20. Nov. 1937 | → Eberhardstraße → Färberweg → Hangwimpel → Lindkenshofer Weg → Vryburg | Nach der Gemeinde Horst benannt.                                                                  | Die Straßenzug der Horststraße begann im Oberen Horst an der Dahlhauser Straße und verlief über den heutigen Hangwimpel, weiter über den Lindkenshofer Weg, die heutige Eberhardstraße weiter über die Straße Vryburg. |
| In der Aue                | vor 1928      | nach 1983     | aufgehoben                                                              | Bezug auf die Flur Ruhrau                                                                         | Den Namen In der Aue trug der heutige Weg, der in Verlängerung des Breloher Steigs von der Horster Straße nach Westen verläuft, und im Bogen nach Norden auf den alten Ruhraupfad trifft. Dort führte der Weg weiter nach Nordosten über das Gebiet der Glashütte Wisthoff auf die Irmastraße. Bevor die Glashütte 1971 ihren Betrieb aufnahm, wurde der Weg In der Aue deutlich verkürzt und trug nur noch im Bereich der Horster Straße diesen Namen. Nach 1983 wurde die Namensgebung endgültig aufgehoben.                                                                     |
| Jakobstraße               | 28. Mai 1919  | 20. Nov. 1937 | → Weg am Berge                                                          |                                                                                                   | |
| Kanarienberg              | 28. Mai 1919  | 17. Dez. 1963 | → Rademachers Weg                                                       | mundartlich wegen gelb gestrichener Häuser an dieser Straße                                       | In Freisenbruch besteht die Straße Kanarienberg bis heute, der Teil der Straße in Horst wurde 1963 zum Rademachers Weg ernannt. |
| Kirchpfad                 | 1. Apr. 1919  | 27. Nov. 1933 | → Zeche Eiberg (in Teilen)                                              | Pfad zur Kirche St. Josef                                                                         | Der Kirchpfad führte von der heutigen Straße Zeche Eiberg nach Westen über den Sachsenring und als Pfad weiter zur Hülsebergstraße. |
| Märkischer Platz          | vor 1928      | 20. Nov. 1937 | aufgehoben und überbaut                                                 | Grafschaft Mark                                                                                   | Der Märkische Platz lag an der Kreuzung Dahlhauser Straße/Werneraue im Unteren Horst. Er hieß später Dahlhauser Platz. |
| Neustraße                 | vor 1919      | 1919          | → Briefzeile                                                            | Die heutige Straße Briefzeile trug zuvor seit 1919 den Namen Poststraße und hieß zuvor Neustraße. | |
| Poststraße                | 1. Apr. 1919  | 20. Nov. 1937 | → Briefzeile                                                            | Straße mit ehemaligem Postamt                                                                     | |
| Ruhraupfad                | nach 1945     | nach 1970     | aufgehoben                                                              | Pfad durch die Flur Ruhrau                                                                        | Den Namen Ruhraupfad trug der heutige Radweg, der auf der alten Eisenbahntrasse, die vom ehemaligen Bahnhof Essen-Steele Süd her kam, verläuft. Der Ruhraupfad zweigte von der Straße Ruhrau ab und verlief nach Westen zur einst so genannten Straße In der Aue. |
| Schottländerweg           | vor 1874      | 16. Apr. 1925 | → Dahlhauser Straße                                                     | Horster Eisen- und Stahlwerke Neu-Schottland                                                      | 1857 ließ der Berg- und Hütten-Aktien-Verein Neu-Schottland im Unteren Horst das Hüttenwerk zur Schienenherstellung errichten, das in den folgenden Jahrzehnten stetig erweitert wurde. Bereits vor 1874 war die Bezeichnung Schottländerweg gebräuchlich. 1905 wurde er mit der vom Oberen Horst kommenden Steeler Straße verlängert und einheitlich Schottländerweg genannt, bis er 1925 zur Dahlhauser Straße wurde. |
| Stahlstraße               | vor 1900      | 20. Nov. 1937 | aufgehoben                                                              | Stahlerzeugung im Horster Eisen- und Stahlwerk Neu-Schottland                                     | Auf dem Gebiet, das heute nördlich des Lindkenshofer Wegs mit einer Anfang der 1980er Jahre neu errichteten Wohnsiedlung bebaut ist, ließ der Berg- und Hütten-Aktien-Verein Neu-Schottland für die Arbeiter seines westlich benachbarten, 1857 erbauten Hüttenwerks eine Arbeitersiedlung errichten. Die Straßen dieser Siedlung trugen die Namen Eisen-, Erz- und Stahlstraße. 1937 wurde die Stahlstraße in Ofenbank umbenannt. Der Name Ofenbank blieb erhalten, bis er nach Abbruch der Siedlung 1974 aufgehoben und 1983 für die neu angelegte Straße wiederverwendet wurde. |
| Steeler Straße            | vor 1874      | 10. Apr. 1905 | → Dahlhauser Straße                                                     | Nach der benachbarten Stadt Steele benannt.                                                       | 1905 wurde die im Oberen Horst liegende Steeler Straße mit dem vom Unteren Horst kommenden Schottländerweg vereinigt und Schottländerweg genannt, bis er 1925 zur Dahlhauser Straße wurde. |
| Wernerstraße              |               | 15. Jan. 1936 | → Werneraue                                                             |                                                                                                   | Die Wernerstraße war einst bis zur Ruhrau verlängert. |
| Wiesenstraße              | vor 1884      | 20. Nov. 1937 | → Irmastraße → Pläßweidenweg                                            |                                                                                                   | |